# Die achte Todsünde: Toskana-Karussell
Die achte Todsünde: Das Toskana-Karussell ist ein Wirtschaftskrimi von Peter Patzak aus dem Jahr 2002, der in Kooperation der Länder Deutschland und Italien entstanden ist. Es ist der zweite Teil der Filmreihe Die achte Todsünde. Susanne Lothar spielt die beim Europäischen Amt für Betrugsbekämpfung OLAF angestellte Marion Hansen, die von dem italienischen Finanzbeamten Giuseppe Montaldo, dargestellt von Franco Nero, auf den Plan gerufen wird, als sein Chef ihm untersagt, Unregelmäßigkeiten in der Steuererklärung eines Elektronikhändlers aufzudecken.

## Handlung
Pietro Angelotti, der im April seinen 75. Geburtstag feierte, wurde in einer Gasse von Motorradfahrern bedrängt und später tot aufgefunden. Aus dem kleinen Installationsgeschäft seines Vaters machte er eine bedeutende Elektronikfirma. Mit großzügigen Spenden unterstützte er seine Heimatstadt Pisa. Der Verkauf seiner Firma an Mario Sforza im Mai dieses Jahres überraschte und war rätselhaft, da es immer geheißen hatte, seine ältere Tochter Rosa werde die Firma weiterführen, doch jetzt hat sie ein so umstrittener Mann wie Sforza inne, der zudem ein Klient von Dottore Vieri ist, dem mächtigsten Anwalt der Region.
Giuseppe Mantaldo von der Finanzbehörde der Stadt Pisa wird zu seinem Chef Carlo Rosario beordert, der ihm klarmacht, dass dem Anspruch Mario Sforza gegen das Finanzamt auf Erstattung der Vorsteuerbeträge unverzüglich nachzukommen sei. Mantaldos Einwände, dass noch Klärungsbedarf bestehe, wischt er vom Tisch und droht ihm unterschwellig. Als Mantaldo daraufhin bei der Guardia di Finanza Beschwerde gegen den Dienststellenleiter erheben will, wiegelt man ihn ab. Als Mantaldo auf den Tod von Angelotti zu sprechen kommt, der sein Freund gewesen sei, bekommt er von Major Ruscio zu hören, dessen Tod sei ein Unfall gewesen, basta! Und er wisse doch sicher Bescheid über Dottore Vieris Einfluss. Ruscio gibt ihm dann unvermittelt den Tipp, sich mit dem Europäischen Amt für Betrugsbekämpfung OLAF in Brüssel in Verbindung zu setzen, das kümmere sich um derartige Fälle. Er solle aber seinen Namen aus dem Spiel lassen, das dürfe niemand erfahren. Mantaldo ruft dort an und erklärt auf Nachfrage, Geschäftsführer dieser Firma sei angeblich seit ein paar Wochen ein Deutscher namens Ritschel. Pierre Schmidt–Alphand und Marion Hansen von OLAF nehmen sich des Falls an. Sie ermitteln, dass Ritschel bereits wegen Subventionsbetrugs in Spanien auffällig war, weshalb ein Verfahren gegen ihn bei der Staatsanwaltschaft Hannover anhängig war. Ein Gespräch mit Staatsanwalt Arnold bringt weitere Straftaten Ritschels zutage und ergibt, dass er so schnell wie er auftauche auch wieder untertauche. Hansen und Schmidt-Alphand begeben sich nach Pisa und wollen wissen, unter welchen Umständen es dazu kam, dass Ritschel Geschäftsführer der Firma Angelotti wurde. Rosario, der Ansprechpartner von Hansen und Schmidt-Alphand, tut so, als sei alles in bester Ordnung. Hansen will wissen, woher die Firma Angelotti ihre Mobiltelefone überhaupt beziehe, da sie aufgrund der derzeitigen Erkenntnisse nicht direkt vom schwedischen Hersteller bezogen würden. Ein Mitarbeiter Rosarios erzählt, dass die Handys von einem Großmarkt in Verona stammen würden, die Firma aber inzwischen in Konkurs gegangen sei. Rosario zeigt sich wenig kooperationsbereit und blockt so gut wie jeden Vorschlag ab, wissend, dass die Mitarbeiter von OLAF wenig Befugnisse haben. Mantaldo hat neben der offenen Tür stehend das Gespräch mit angehört. Hansen bittet ihre Organisation ihr ein privates Gespräch mit Giuseppe Mantaldo zu vermitteln, da ihr die Blicke zwischen Rosario und Mantaldo aufgefallen sind, als er die Akte hereinbrachte. Bei einem Treffen zwischen beiden, bestätigt er Hansen, dass Ritschel doch nur ein Lakai des neuen Besitzers Sforza sei.
Ein weiteres Gespräch führt Hansen mit Carabinieri Nester, der erklärt, dass Ritschel für den Mord an Angelotti nicht in Frage komme, dazu sei er zu feige. Sforza habe Angelotti dessen Firma kurz vor seinem Tod zu einem Spottpreis abgekauft, er habe ein Interesse an seinem Tod gehabt. Das Verfahren gegen ihn sei jedoch eingestellt worden, da sein Anwalt Vieri ein Mann mit enorm viel Einfluss in der Region sei. Man wisse über Sforza, dass er sich an diversen Unternehmen beteilige und für ihn lohnende Geschäfte vermittle, neuerdings auch für Handys und CPUs, aber vor allem für Waffen, Drogen und Frauen. Er zeigt ihr das Fotos eines Mannes in einem Ferrari, den man unter dem Namen „Margolius“ kenne. Das Auto hat ein Hannoveraner Kennzeichen.
Auf ihre Nachfrage bekommt Hansen von Staatsanwalt Arnold den Tipp, dass man Margolius häufig in einem Boxclub am Rande Hannovers antreffen könne und führt ohne Aufdeckung ihrer wahren Identität ein Gespräch mit ihm. Kurz darauf trifft sie sich mit Staatsanwalt Arnold und Dr. Ellwein, um ihre Erkenntnisse weiterzugeben. Arnold springt auf und zeigt auf ein „Karussell“, das durch eine gekränkte Geliebte in Gang gesetzt worden sei, die ihnen aufschlussreiche Unterlagen übergeben habe. Durch Fleißarbeit kam man Geschäften auf die Spur, die zwischen Belgien, Holland, Österreich, Dänemark und Deutschland liefen, zwischen denen Handys faktisch oder nur per Rechnung hin und her verschoben wurden. Inzwischen schätze man die Schadenssumme auf mindestens 350 Mio. Euro, mit denen die Bande die eigenen Taschen gefüllt hat. Das Team, das die Fälle bearbeitet, besteht aus zwei Staatsanwälten und sechs Steuerfahndern. Es sei mühsam, die Beamten aller betroffenen Länder unter einen Hut zu bekommen, man habe es aber geschafft, sich mit allen auf einen Termin zu einigen. Heute in 14 Tagen wolle man überall zuschlagen. Zuvor ergeben weitere Ermittlungen, dass die Firma Croce in Verona Handys in Schweden kauft und dann weiterverkauft an die Firma Angelotti in Pisa, von wo aus sie dann wieder weiterverkauft werden, um am Ende an all die Länder verteilt zu werden, die das Karussell bilden und das schließt sich bei Margolius in Hannover. „Wenn wir Margolius nachweisen können, dass er tatsächlich mit denen da unten zusammensteckt“, meint der Staatsanwalt, „dann kriegen wir sie alle dran als Mitglieder einer kriminellen Vereinigung und unser Karussell bekommt endlich einen Namen ‚Toskana-Karussell‘.“
Mit einem Freund, dem Journalisten David Bradley, spielt Hansen im Kopf durch, wie diese Geschäfte laufen. Die enormen Gewinne kommen durch die unterschiedlichen Mehrwertsteuerregelungen in der Europäischen Gemeinschaft zustande und dadurch, dass die Firmen, wenn man satte Gewinne abkassiert hat, nicht weitergeführt und anderswo eine neue Firma gegründet wird. Um ca. 60 Milliarden Euro werde die EG jedes Jahr betrogen, erzählt Hansen, das sei mehr als die Hälfte des Geldes, das die EG innerhalb eines Jahres ausgeben könne. Außerdem würden durch ein solches System die kleinen ehrlichen Händler in den Bankrott getrieben, weil sie nicht mehr mithalten könnten. Bradley will darüber schreiben. Arnold und Ellwein sind nach Brüssel gereist, man bespricht noch einmal die Einzelheiten des Zugriffs. Arnold versichert, dass man sicher sei, dass Ritschel reden werde, um seinen eigenen Hals zu retten, und dass dadurch dann eine Kettenreaktion in Gang gesetzt werde. Man wolle Ritschel wegen Menschenhandels zwei Tage vor dem Zugriff festnehmen, ein entsprechender Haftbefehl habe noch Bestand. Etwas später beobachten Arnold und Hansen durch ein Fernglas, wie sich Ritschel, Sforza und Vieri sowie Finanzamtschef Rosario auf einer Jacht beraten. Bevor Ritschel noch festgenommen werden kann, findet man ihn tot mit einer Drahtschlinge um den Hals auf. Major Ruscio will mit Arnold und Hansen sprechen. Die Frage ist jetzt, gab es ein Leck in der „Kommission Toskana“. Am Tag des Zugriffs werden in allen betroffenen Ländern zeitgleich zahlreiche Verhaftungen vorgenommen und Beweismaterial sichergestellt. Hansen vernimmt Jörg Margolius, Arnold und Ellwein seinen Finanzchef Zeise, man spielt sie geschickt gegeneinander aus und führt ihnen vor Augen, was auf sie zukommen könne. Zeise ist sich nicht wirklich einer Schuld bewusst, er hat sich selbst Gründe zurechtgelegt, die sein Handeln rechtfertigen. In den Fernsehberichten stellen die einzelnen Länder ihren Anteil an den Festnahmen in den Vordergrund.
Der Film endet damit, dass Mantaldos Hund in eine enge Gasse gelockt wird, wo Motorradfahrer herumkurven. Als er das Fehlen des Hundes bemerkt, ist es schon zu spät, er liegt tot in der Gasse. Tränen laufen über sein Gesicht, als er neben dem treuen Tier niederkniet.

## Hintergrund
Die achte Todsünde: Toskana-Karussell hatte am 25. September 2002 auf dem Hamburg Film Festival Premiere. Am 2. April 2003 wurde der Film im Fernsehen erstgesendet.
Der Wirtschaftskrimi wurde unter anderem in Hannover und in Pisa gedreht. Im Nachspann dankt man dem Kommando der Carabinieri Roma, Pisa und dem Kommando der Guardia di Finanza Roma, Pisa und der Stadt Pisa.
Wolfgang Pampel leiht Franco Nero seine Stimme in der deutschen Filmversion.
Am Schluss des Films liest Pierre Schmidt-Alphand Marion Hansen und Marietje Kampendonk aus David Bradleys Artikel vor: So bleibt zu fürchten, Europa wird auf unabsehbare Zeit das Eldorado für Steuerbetrüger bleiben. Den Preis für die Fahrlässigkeit der Politiker zahlen weiterhin unzählige kleine und mittlere anständige Händler, die in diesem ungleichen Wettbewerb keine Chance haben, wenn sie sich weigern, auf die kriminellen Mehrwertsteuer-Karussells aufzuspringen. Die Aufklärung des neuen europaweiten Falls täuscht nicht darüber hinweg, dass trotz ihrer punktuellen Erfolge die nationalen Ermittlungsbehörden im Kampf gegen die grenzüberschreitende, organisierte Kriminalität überfordert sind. Das Signal lautet also, die Kompetenzen der Betrugsbekämpfungsorganisation OLAF müssen erweitert, OLAF muss in das schlagkräftige Instrument einer europäischen Strafverfolgungsbehörde verwandelt werden. Allerdings liegt diese Lösung außerhalb jeder Perspektive, da die nationalen Regierungen nicht bereit sein werden, auch nur einen Teil ihrer Zuständigkeiten an eine europäische Institution abzugeben.
Der erste Film dieser Reihe trägt den Titel Die achte Todsünde: Gespensterjagd.

## Kritik
„(Fernseh-)Krimi um Wirtschaftskriminalität und international organisierte Banden, die den Traum vom vereinten Europa für ihre eigenen Träume vom ganz großen Geld nutzen. (Zweiter Teil der Reihe ‚Die achte Todsünde‘)“

„Der zweite Beitrag der Todsünden–Reihe enttäuscht auf ganzer Linie. Dialoglastig und steril. [Fazit:] Eher ein Europudding als ein echter Krimi“

Kino.de war der Ansicht, dass die Regie des Films bei dem Österreicher Peter Patzak gut aufgehoben gewesen sei. Er inszeniere insgesamt zwar „recht bedächtig“, sorge aber dennoch dafür, dass „der Film nicht unter einer zentnerschweren Aktenstaubschicht begraben werde“:

„Schon allein der Einstieg mit dem in tausendfaches Kerzenlicht getauchten Pisa ist ein optischer Genuss. Auch Patzak kann indes nicht verhindern, dass man bisweilen etwas verwirrt ist. Und das Spiel der Darsteller legt mitunter die Frage nahe, ob sie tatsächlich verstanden haben, was sie da von sich geben. Dass hingegen Franco Nero nie auch nur den Hauch eines Zweifels aufkommen lässt, hat seinen Grund: Der Mann hat einst Wirtschaftswissenschaft studiert.“